# Исаково (Ярцевский район)
Исаково — деревня в Ярцевском районе Смоленской области России. Входит в состав Львовского сельского поселения. 
Расположена в северной части области в 30 км к северу от Ярцева, в 30 км севернее автодороги М1 «Беларусь», на берегу реки Вотря. В 32 км южнее деревни расположена железнодорожная станция Милохово на линии Москва — Минск. 

## История
В годы Великой Отечественной войны деревня была оккупирована гитлеровскими войсками в июле 1941 года, освобождена в сентябре 1943 года.